# Suzanne Landells
Suzanne Ciscele "Suzie" Landells, född 12 december 1964, är en australisk före detta simmare.
Landells blev olympisk silvermedaljör på 400 meter medley vid sommarspelen 1984 i Los Angeles.